# 磯部稔
磯部 稔（いそべ みのる 1944年 - ）は、日本の化学者。天然物化学者。農学博士（名古屋大学）。元名古屋大学大学院生命農学研究科教授。名古屋大学名誉教授。中国科学院上海薬物研究所名誉教授。
愛知県出身。
平田義正博士の流れを汲む研究者で、専門は、天然物有機化学。「生物発光」、「昆虫休眠」等に関しての化学的仕組みの解明、たんぱく質脱リン酸酵素阻害剤等の研究で知られる。2008年紫綬褒章受章、2018年瑞宝中綬章受章、2024年ナカニシプライズ受賞。

## 経歴
- 1967年 名古屋大学農学部農芸化学科卒業
- 1969年 名古屋大学大学院農学研究科修士課程修了
- 1970年 名古屋大学農学部助手
- 1973年 農学博士（名古屋大学）
- 1973年 Columbia University (New York, U.S.A.), Dept Chem.
- 1975年 名古屋大学農学部助教授
- 1991年 名古屋大学農学部教授

## 受賞等
- 1980年 日本農芸化学会・農芸化学奨励賞（複雑な生物活性天然有機化合物の立体制御合成）
- 1996年 有機合成化学協会賞（多不斉中心生理活性物質の立体制御合成研究）
- 2000年 日本農芸化学会賞（生物の信号伝達に関する生物有機化学的研究）
- 2008年 紫綬褒章[1]
- 2018年 瑞宝中綬章[2]
- 2024年 ナカニシプライズ[3]

## 著書（共著、訳書含む）
- 1988年 天然物化学の新しい展開―その考え方と進め方（化学増刊）
- 2000年 有機化学
- 2000年 フィーザー/ウィリアムソン有機化学実験
- 2008年 天然物化学・生物有機化学〈1〉全合成・生物有機化学 (朝倉化学大系)
- 2008年 天然物化学・生物有機化学〈2〉全合成・生物有機化学 (朝倉化学大系)